# シュワルツ・エチエンヌ
シュワルツ・エチエンヌ（SCHWARZ-ETIENNE 、Schwarz-Êtienne ）は、1902年スイスのラ・ショー＝ド＝フォンに創業した時計メーカー。
創業者はポール・アーサー・シュワルツ（Paul Arthur Schwarz ）。社名は創業者とその妻オルガ・エチエンヌ（Olga Etienne ）に因んだもの。
ムーブメント製造メーカーとして創業し、現在ではヒゲゼンマイまで自製するマニュファクチュールとして他社にムーブメントを提供するほか、腕時計も製造している。2024年現在、日本には代理店を置いていないため入手は困難となっている。

## 年譜
- 1902年 - ポール・アーサー・シュワルツによりスイスのラ・ショー＝ド＝フォンに"C. Wilhelm & Cie SA"として創業。ブライトリング等に供給されたヴィーナス（Venus ）ブランドのムーブメントを製造した。
- 1996年 - スイス・バーゼル・フェアにおいて、シュワルツ・エチエンヌブランドでデビュー。
- 2004年 - 時計ムーブメント・メーカーのジャケ社の傘下に入る。
- 2003年 - "C. Wilhelm & Cie SA"より"Schwarz-Etienne SA"に社名変更。
- 2005年 - トゥールビヨンを発表。